# Gunung Burung (berg i Indonesien, lat 4,42, long 96,51)
Gunung Burung är ett berg i Indonesien.   Det ligger i provinsen Aceh, i den västra delen av landet, 1 600 km nordväst om huvudstaden Jakarta. Toppen på Gunung Burung är 1 527 meter över havet, eller 133 meter över den omgivande terrängen. Bredden vid basen är 3,7 km.
Terrängen runt Gunung Burung är bergig västerut, men österut är den kuperad.Runt Gunung Burung är det mycket glesbefolkat, med 3 invånare per kvadratkilometer. I omgivningarna runt Gunung Burung växer i huvudsak städsegrön lövskog.